# フォリー・ベルジェールのバー
『フォリー・ベルジェールのバー』（Un bar aux Folies Bergère）は、エドゥアール・マネの油絵である。マネが完成させた最後の主要作品でもある。1882年に、サロン・ド・パリに出品された。
ミュージックホール『フォリー・ベルジェール』にあるバーが描かれている。中央に描かれたバーメイドの後ろに鏡があり、そこに写るミュージックホールの様子が描かれている。ベラスケスの「ラス・メニーナス」を意識したとされる。
当時、フォリー・ベルジェールではバレエや曲芸などが行われており、絵の左上には空中ブランコに乗った人物の足が見える。うつろな表情のバーメイドが娼婦であることを、カウンターにあるオレンジの入った皿が暗示する。実際、フォリー・ベルジェールが娼婦を抱える施設であることは広く知られており、モーパッサンはバーメイドを「酒と愛の売り子」と表現している。当時の風俗が写実的に描かれ、上流階級から下層階級まで、時代の明と暗を表現した作品である。マネは何度もフォリー・ベルジェールへ足を運び、最終的には、シュゾンという名のバーメイドを自宅へ招き、カウンターの一部を再現して、絵を完成させた。

## 構図に対する考察
この絵は、発表直後から、多くの批評家を困惑させた。鏡の位置の不確かさ、バーメイドの後姿が右へずれていること、バーメイドが応対している紳士が手前には存在しないこと、カウンターに置かれたビンの位置と数に相違がある、等である。だが、2000年に復元された劇場で撮影された写真により、この絵が不自然ではないことが判明している。バーメイドは紳士とは向き合っておらず、紳士は画面の左側にいるために描かれていない。鑑賞者はバーメイドの正面ではなく、すこし離れた右側に立っている。したがって、バーメイドは少し左を向いている。
背中姿が描かれていない紳士の視線の先にいるのは、左から二人目のひときわ目立つ白い服の女性、すなわち、メリー・ローランである。メリー・ローランの右側の紳士が、視線の主と似ているのは偶然ではない。マネはメリー・ローランをモデルとする『秋』を前年に描いている。
左端の瓶のラベルにマネの署名（「Manet 1882」）が書かれており、こちら側と向こう側を混同する意図が感じられる。
この絵はマネの隣人の作曲家エマニュエル・シャブリエが所有していたが、現在はロンドンのコートールド・ギャラリーが所蔵している。